# Gare de Masnuy-Saint-Pierre
Pour les articles homonymes, voir Gare de Saint-Pierre.

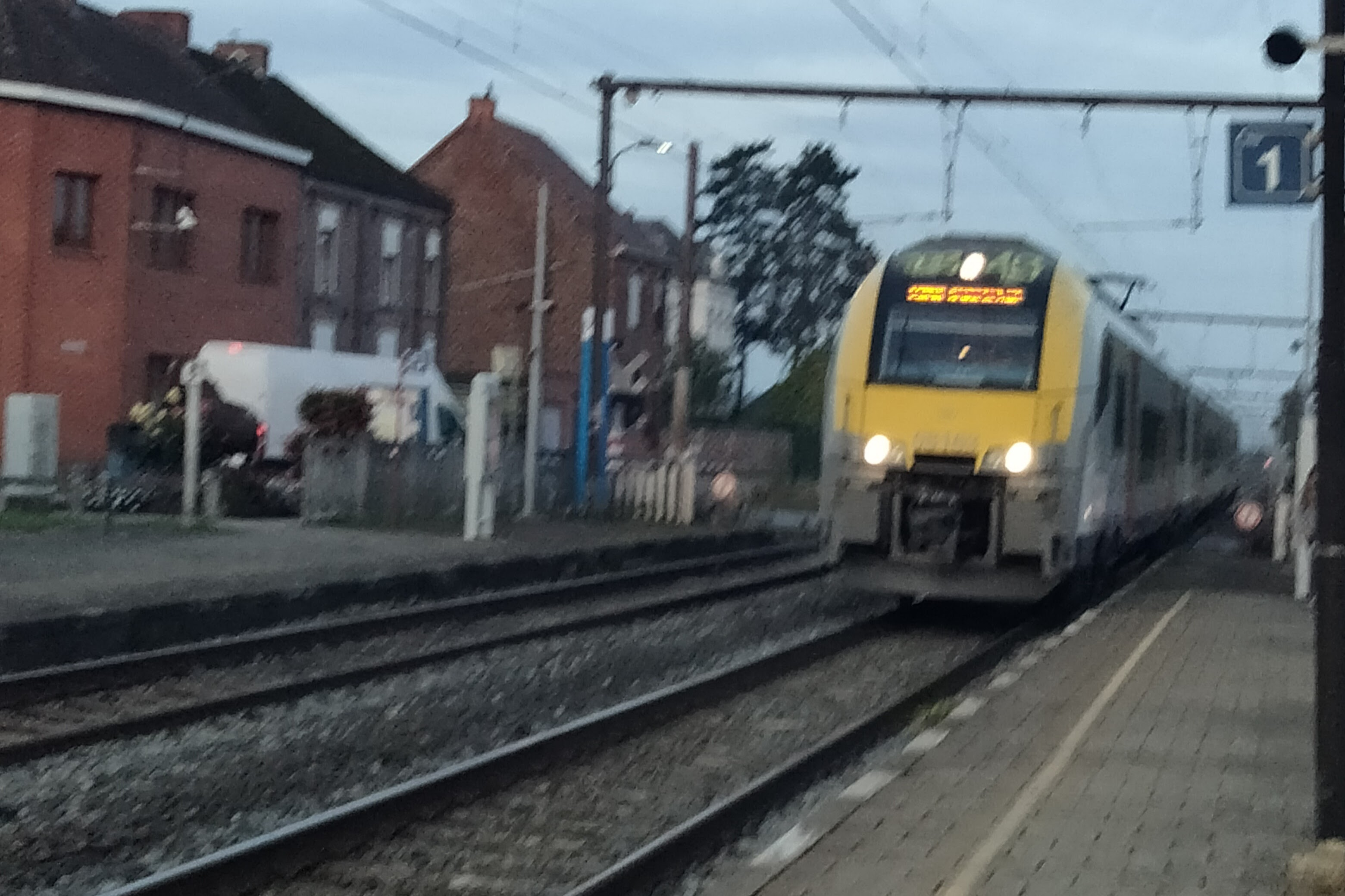
Nouveau train Desiro.

La gare de Masnuy-Saint-Pierre est une gare ferroviaire belge de la ligne 96, de Bruxelles-Midi à Quévy (frontière), située à Masnuy-Saint-Pierre sur le territoire de la commune de Jurbise dans la province de Hainaut en région wallonne.
Elle est mise en service en 1873 par l’administration des chemins de fer de l'État belge. C’est un point d'arrêt non géré de la Société nationale des chemins de fer belges (SNCB), desservi par des trains Omnibus (L).

## Situation ferroviaire
Établie à 86 m d'altitude, la gare de Masnuy-Saint-Pierre est située au point kilométrique (PK) 44,458 de la ligne 96, de Bruxelles-Midi à Quévy (frontière), entre les gares de Neufvilles et de Jurbise.

## Histoire
Le chemin de fer arrive à Masnuy-Saint-Pierre avec la mise en service de la section de Tubize à Soignies le 31 octobre 1841. Le 21 mai 1842, l'administration des chemins de fer de l'État belge décide d'ouvrir un point d'arrêt à titre d'essai. Des barrières sont installées au passage à niveau, des quais permettent l'accès et la descente des voyageurs lors d'arrêts qui ne sont que ponctuels. L'arrêt n'est plus mentionné durant les décennies suivantes.
En 1870, une demande d'ouverture d'une station est faite par des notables de la commune : le bourgmestre Léopold Maghe, le chatelain Théodore de Bisseau de Bougnies et Charles Delelienne. Ils argumentent sur le potentiel, en voyageurs et marchandises, des communes voisines. L'administration donne une réponse favorable à condition qu'un local temporaire, permettant le logement du chef de gare et les services aux voyageurs, soit mis à disposition.

### Premier bâtiment
Le 5 janvier 1873, la station est ouverte aux voyageurs et le 1er septembre aux marchandises. Une maison située à l'angle de la place et de la rue Bouillon est utilisée pendant la construction et l'aménagement des installations définitives. Au cours de l'année 1874, la nouvelle station dispose d'un bâtiment, dont l'aspect ne nous est pas parvenu. Elle possède un logement pour le chef de gare, un bureau et une salle d'attente. Une halle à marchandises et des installations utiles à la manutention et au chargement et déchargement des wagons sont installées dans la cour. Le passage à niveau est modernisé, avec des barrières roulantes et un local pour actionner les signaux.

### Second bâtiment
Le 19 décembre 1878, dans la gare de Mons, est adjugée la démolition du bâtiment de la gare de Quaregnon et du pavillon des toilettes afin de les remonter dans la station de Masnuy-Saint-Pierre pour un montant de près de 6 000 francs.

### Troisième bâtiment
Vers 1890, ce premier édifice sera remplacé par un bâtiment standard du plan type 1881 construit au prix de 21 564,91 francs. Il s'agissait d'une variante de ce modèle avec, vu du côté rue, trois travées disposées à droite du corps central. Ce type de gare était très répandu et comprenait :
- un corps central à étage contenant le logement de fonction du chef de gare, le bureau et le guichet ;
- une aile basse utilisée par le chef de gare et abritant les toilettes des voyageurs ainsi que des installations de service telles que la lampisterie ;
- une seconde aile basse servant de salle d’attente ;

C’était alors le modèle de gare le plus répandu du pays et il était en principe requis pour la construction ou la reconstruction de chaque nouvelle gare dans le pays et ses dimensions pouvaient varier selon les besoins, les gares à trois travées telles que celles-ci étant les plus petites.  
Cette seconde station a plus tard été démolie et le point d’arrêt actuel ne compte plus le moindre bâtiment à voyageurs.

## Service des voyageurs

### Accueil
Halte SNCB, c'est un point d'arrêt non géré (PANG) à accès libre.
La traversée des voies et le passage d'un quai à l'autre s'effectuent par le passage à niveau routier.

### Desserte
Masnuy-Saint-Pierre est desservie, uniquement en semaine, par des trains Omnibus (L) de la SNCB, qui effectuent des missions sur la ligne commerciale 96, Bruxelles - Quévy entre Mons et Braine-le-Comte au rythme d'un par heure dans chaque direction (voir brochures SNCB,). Il n'y a pas de desserte le week-end.

### Intermodalité
Un parc pour les vélos et un parking pour les véhicules y sont aménagés.

## Comptage voyageurs
Le graphique et le tableau montrent le nombre de passagers qui en moyenne embarquent durant la semaine, le samedi et le dimanche.
| Nombre de voyageurs qui embarquent à la gare de Masnuy-Saint-Pierre | Nombre de voyageurs qui embarquent à la gare de Masnuy-Saint-Pierre | Nombre de voyageurs qui embarquent à la gare de Masnuy-Saint-Pierre | Nombre de voyageurs qui embarquent à la gare de Masnuy-Saint-Pierre |
|                                                                     | Semaine                                                             | Samedi                                                              | Dimanche                                                            |
| ------------------------------------------------------------------- | ------------------------------------------------------------------- | ------------------------------------------------------------------- | ------------------------------------------------------------------- |
| 1977                                                                | 171                                                                 | 37                                                                  | 29                                                                  |
| 1978                                                                | 144                                                                 | 35                                                                  | 21                                                                  |
| 1979                                                                | 142                                                                 | 43                                                                  | 21                                                                  |
| 1980                                                                | 151                                                                 | 35                                                                  | 24                                                                  |
| 1981                                                                | 171                                                                 | 45                                                                  | 15                                                                  |
| 1982                                                                | 140                                                                 | 43                                                                  | 25                                                                  |
| 1983                                                                | 132                                                                 | 30                                                                  | 21                                                                  |
| 1984                                                                | 99                                                                  | -                                                                   | -                                                                   |
| 1985                                                                | 109                                                                 | -                                                                   | -                                                                   |
| 1986                                                                | 94                                                                  | -                                                                   | -                                                                   |
| 1987                                                                | 71                                                                  | -                                                                   | -                                                                   |
| 1988                                                                | 88                                                                  | -                                                                   | -                                                                   |
| 1989                                                                | 68                                                                  | -                                                                   | -                                                                   |
| 1990                                                                | 82                                                                  | -                                                                   | -                                                                   |
| 1991                                                                | 71                                                                  | -                                                                   | -                                                                   |
| 1992                                                                | 87                                                                  | -                                                                   | -                                                                   |
| 1993                                                                | 64                                                                  | -                                                                   | -                                                                   |
| 1994                                                                | 56                                                                  | -                                                                   | -                                                                   |
| 1995                                                                | 45                                                                  | -                                                                   | -                                                                   |
| 1996                                                                | 51                                                                  | -                                                                   | -                                                                   |
| 1997                                                                | 56                                                                  | -                                                                   | -                                                                   |
| 1998                                                                | 57                                                                  | -                                                                   | -                                                                   |
| 1999                                                                | 42                                                                  | -                                                                   | -                                                                   |
| 2000                                                                | 43                                                                  | -                                                                   | -                                                                   |
| 2001                                                                | 49                                                                  | -                                                                   | -                                                                   |
| 2002                                                                | 47                                                                  | -                                                                   | -                                                                   |
| 2003                                                                | 45                                                                  | -                                                                   | -                                                                   |
| 2004                                                                | 55                                                                  | -                                                                   | -                                                                   |
| 2005                                                                | 51                                                                  | -                                                                   | -                                                                   |
| 2006                                                                | 46                                                                  | -                                                                   | -                                                                   |
| 2007                                                                | 57                                                                  | -                                                                   | -                                                                   |
| 2008                                                                | -                                                                   | -                                                                   | -                                                                   |
| 2009                                                                | 70                                                                  | -                                                                   | -                                                                   |
| 2010                                                                | -                                                                   | -                                                                   | -                                                                   |
| 2011                                                                | -                                                                   | -                                                                   | -                                                                   |
| 2012                                                                | 84                                                                  | -                                                                   | -                                                                   |
| 2013                                                                | 78                                                                  | -                                                                   | -                                                                   |
| 2014                                                                | 51                                                                  | -                                                                   | -                                                                   |
| 2015                                                                | 33                                                                  | -                                                                   | -                                                                   |
| 2016                                                                | 19                                                                  | -                                                                   | -                                                                   |
| 2017                                                                | 21                                                                  | -                                                                   | -                                                                   |
| 2018                                                                | 29                                                                  | -                                                                   | -                                                                   |
| 2019                                                                | 30                                                                  | -                                                                   | -                                                                   |
| 2020                                                                | 19                                                                  | -                                                                   | -                                                                   |
| 2021                                                                | -                                                                   | -                                                                   | -                                                                   |
| 2022                                                                | 35                                                                  | -                                                                   | -                                                                   |
| 2023                                                                | 24                                                                  | -                                                                   | -                                                                   |
| 2024                                                                | 45                                                                  | -                                                                   | -                                                                   |